# IEORG IDUR
IEORG IDUR (oorspronkelijke titel: ESIO TROT) is een verhaal van Roald Dahl, met tekeningen van Quentin Blake. Het verhaal verscheen zowel in het Engels als in Nederlandse vertaling in 1990.
De titel IEORG IDUR is RUDI GROEI geschreven van rechts naar links. De titel slaat op de spreuk die mevrouw Zilver moet zeggen tegen haar schildpad Rudi om deze groter te laten worden, dit blijkt wel als je deze achterstevoren leest.
De BBC heeft in 2015 een tv-film van het verhaal gemaakt met Judi Dench en Dustin Hoffman in de hoofdrol. Dit boek won ook in 1991 de prijs van de Nederlandse Kinderjury.

## Inhoud
Het verhaal gaat over een man, genaamd meneer Hoppe. Zijn appartement staat vol planten, maar niemand weet het, want hij verstopt de planten. Meneer Hoppe is verliefd op mevrouw Zilver, maar het is nooit gelukt om lieve woorden tegen haar te zeggen. Mevrouw Zilver heeft ook een schildpad als huisdier, genaamd Rudi. Mevrouw Zilver is dol op Rudi, maar mevrouw Zilver wil dat Rudi groeit. Mevrouw Zilver vraagt aan meneer Hoppe of hij Rudi wil laten groeien. Meneer Hoppe wil dat doen en verzint een spreuk (IEORG IDUR) die mevrouw Zilver elke dag tegen haar schildpad Rudi moet zeggen. Meneer Hoppe belt alle winkels met huisdieren om schildpadden te reserveren. Daarna heeft hij 144 schildpadden in huis. Als mevrouw Zilver naar haar werk is, legt meneer Hoppe altijd een grotere schildpad neer. Echter is de steeds vervangen schildpad op een gegeven moment te groot voor mevrouw Zilver, dus ze vraagt advies aan meneer Hoppe. Die zegt dat ze een andere spreuk moet gebruiken: TEIN IEORG IDUR. Op een dag is ze tevreden over het formaat van de schildpad en gaan mevrouw Zilver en meneer Hoppe trouwen. Ze leven voor altijd samen in mevrouw Zilvers appartement.

## Hoofdpersonen
Deze personages hebben een belangrijke rol in dit verhaal:
- Meneer Hoppe: de man die Rudi heeft laten groeien en verliefd is op mevrouw Zilver.
- Mevrouw Zilver: de vrouw die veel van Rudi houdt.
- Rudi: de schildpad die mevrouw Zilvers huisdier is. Meneer Hoppe heeft Rudi laten groeien. Dankzij Rudi ook zijn meneer Hoppe en mevrouw Zilver getrouwd. Eigenlijk is Rudi de hoofdpersoon.